# 国家检察官学院

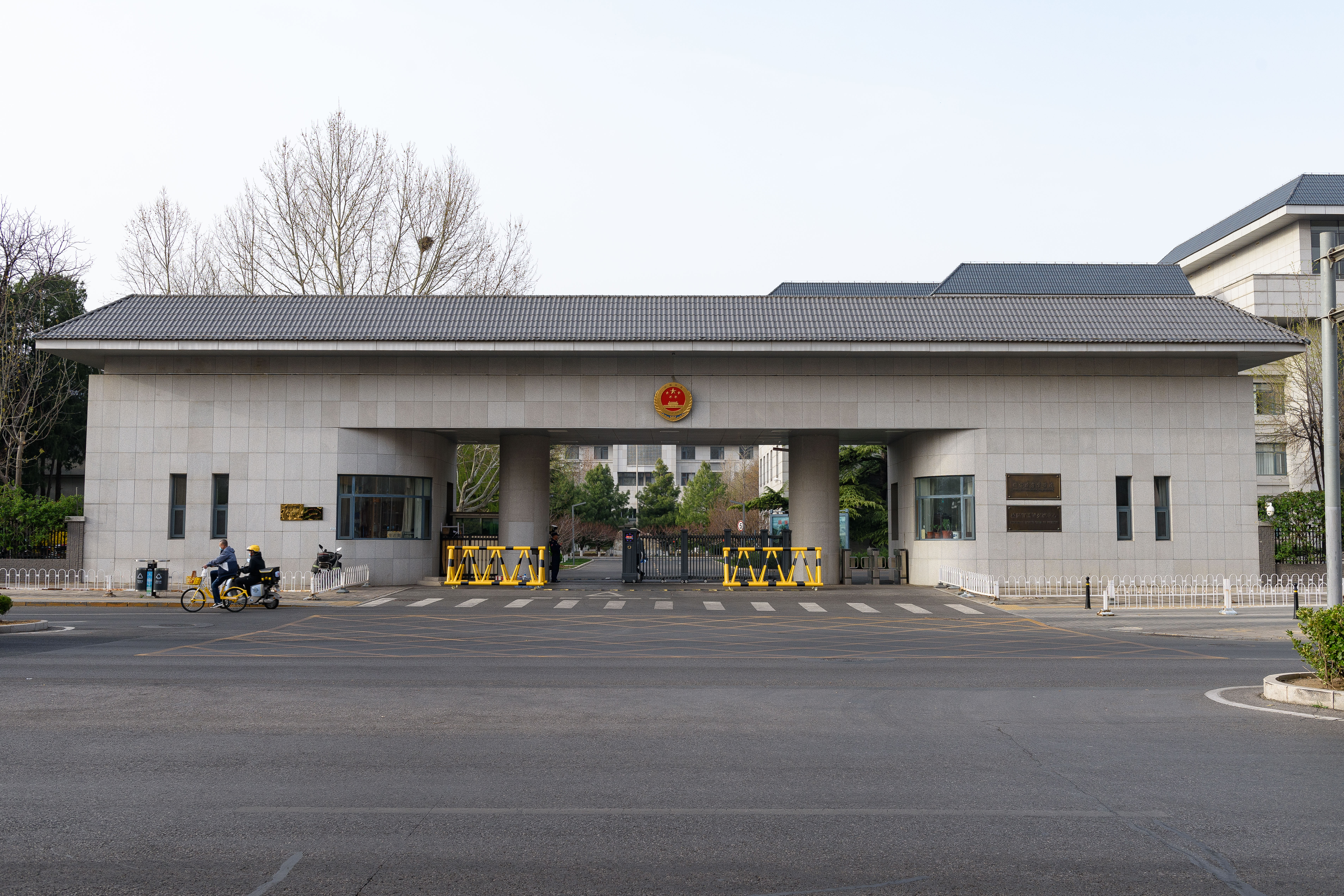
香山校区，位于香山南路111号

国家检察官学院，是最高人民检察院直属的唯一一所成人高等院校，是中国培养检察人才的最高学府。学院主要对检察长、检察官进行资格培训，面向社会开展法律类学历教育。
学院本部拥有香山校区、沙河校区，此外于各地设立分院。

## 历史沿革
- 1989年，创建中国高级检察官培训中心。
- 1991年，升格中央检察官管理学院。
- 1998年7月，更名国家检察官学院。

## 机构设置
- 检查基础理论教研部
- 刑事诉讼监督教研部
- 职务犯罪侦察教研部
- 民事行政检察教研部
- 综合管理教研部
- 科研部
- 检察官杂志社
- 高官部
- 学历部
- 法律专修部